# Крајково
Крајково (алб. Krajkovë) је насеље у општини Глоговац, Косово и Метохија, Република Србија.

## Становништво
| Демографија | Демографија | Демографија |
| Година      | Становника  | Становника  |
| ----------- | ----------- | ----------- |
| 1948.       | 380         |             |
| 1953.       | 389         |             |
| 1961.       | 437         |             |
| 1971.       | 599         |             |
| 1981.       | 865         |             |
| 1991.       | 1.215       |             |